# Анна-Карін Свенссон
Анна-Карін Свенссон (швед. Анна-Карін Свенссон; нар. 8 травня 1974) — колишня шведська тенісистка.
Найвищу одиночну позицію світового рейтингу — 280 місце досягла 17 березня 1997, парну — 160 місце — 28 жовтня 1996 року.
Здобула 1 одиночний та 14 парних титулів туру ITF.
Завершила кар'єру 1998 року.

## Фінали ITF
| Легенда         |
| --------------- |
| Турніри $25,000 |
| Турніри $10,000 |

### Одиночний розряд (1–3)
| Результат | Ранг | Дата           | Турнір            | Покриття   | Суперниця       | Рахунок       |
| --------- | ---- | -------------- | ----------------- | ---------- | --------------- | ------------- |
| Поразка   | 1.   | 2 квітня 1995  | Найробі, Кенія    | Тверде     | Івона Михайлова | 4–6, 2–6      |
| Поразка   | 2.   | 30 жовтня 1995 | Стокгольм, Швеція | Тверде (i) | Оса Свенссон    | 1–6, 2–6      |
| Перемога  | 3.   | 22 січня 1996  | Бостад, Швеція    | Ґрунт      | Карін Пташек    | 7–5, 6–3      |
| Поразка   | 4.   | 26 січня 1997  | Бостад, Швеція    | Тверде     | Патті ван Аккер | 6–4, 5–7, 1–6 |

### Парний розряд (14–10)
| Результат | Ранг | Дата             | Турнір                            | Покриття   | Партнерка        | Суперниці                            | Рахунок          |
| --------- | ---- | ---------------- | --------------------------------- | ---------- | ---------------- | ------------------------------------ | ---------------- |
| Поразка   | 1.   | 7 лютого 1993    | Рунгстед, Данія                   | Килим      | Камілла Перссон  | Christine Goy Ванесса Маттіс         | 2–6, 2–6         |
| Поразка   | 2.   | 5 вересня 1993   | Бургас, Болгарія                  | Тверде     | Камілла Перссон  | Светлана Кривенчева Олена Татаркова  | 7–5, 2–6, 3–6    |
| Поразка   | 3.   | 6 лютого 1994    | Рунгстед, Данія                   | Килим      | Камілла Перссон  | Софі Альбінус Генрієтте К'єр Нільсен | W\O              |
| Перемога  | 4.   | 10 липня 1994    | Лог'я, Фінляндія                  | Ґрунт      | Камілла Перссон  | Лінда Янссон Катріна Саарінен        | 6–4, 6–3         |
| Поразка   | 5.   | 29 серпня 1994   | Лондон, Велика Британія           | Трава      | Лінда Янссон     | Забіне Герке Крістін Курт            | 4–6, 4–6         |
| Поразка   | 6.   | 31 жовтня 1994   | Юрмала, Латвія                    | Тверде (i) | Лінда Янссон     | Natalia Noreiko Марина Стець         | 1–6, 5–7         |
| Поразка   | 7.   | 16 січня 1995    | Турку, Фінляндія                  | Тверде     | Лінда Янссон     | Нанне Дальман Петра Торен            | 3–6, 4–6         |
| Поразка   | 8.   | 23 січня 1995    | Бостад, Швеція                    | Тверде     | Лінда Янссон     | Сандра Клейнова Яна Лубасова         | 4–6, 6–7         |
| Перемога  | 9.   | 30 січня 1995    | Рунгстед, Данія                   | Килим (i)  | Лінда Янссон     | Anja Kostecki Карін Пташек           | 6–3, 6–1         |
| Поразка   | 10.  | 25 вересня 1995  | Телфорд (Англія), Велика Британія | Тверде (i) | Кає Генд         | Саманта Сміт Джейн Вуд               | 6–4, 6–7(6), 3–6 |
| Перемога  | 11.  | 30 жовтня 1995   | Стокгольм, Швеція                 | Тверде     | Карін Пташек     | Софія Фінер Анніка Ліндстедт         | 6–1, 6–3         |
| Перемога  | 12.  | 21 січня 1996    | Турку, Фінляндія                  | Килим (i)  | Карін Пташек     | Софія Фінер Анніка Ліндстедт         | 6–2, 6–4         |
| Перемога  | 13.  | 27 січня 1996    | Бостад, Швеція                    | Тверде (i) | Карін Пташек     | Софія Фінер Анніка Ліндстедт         | 6–3, 6–4         |
| Перемога  | 14.  | 31 березня 1996  | Кан (Кальвадос), Франція          | Ґрунт (i)  | Анніка Ліндстедт | Клер Тейлор Аманда Вейнрайт          | 6–4, 7–6         |
| Перемога  | 15.  | 7 квітня 1996    | Афіни, Греція                     | Ґрунт      | Анніка Ліндстедт | Драгана Зарич Марлен Вайнгартнер     | 6–0, 6–2         |
| Перемога  | 16.  | 30 червня 1996   | Бостад, Швеція                    | Ґрунт      | Анніка Ліндстедт | Таня Карстен Карін Балекова          | 6–2, 6–4         |
| Перемога  | 17.  | 19 серпня 1996   | Київ, Україна                     | Ґрунт      | Река Відатс      | Наталія Медведєва Ганна Запорожанова | 7–5, 6–3         |
| Перемога  | 18.  | 20 жовтня 1996   | Фленсбург, Німеччина              | Килим (i)  | Анніка Ліндстедт | Квета Пешке Магдалена Фейстель       | 6–4, 6–2         |
| Поразка   | 19.  | 25 січня 1997    | Бостад, Швеція                    | Тверде (i) | Патті ван Аккер  | Анніка Ліндстедт Драгана Зарич       | 7–6, 6–7, 3–6    |
| Поразка   | 20.  | 30 березня 1997  | Дінар, Франція                    | Ґрунт      | Магалі Лямарр    | Германа ді Натале Федеріка Фортуні   | 4–6, 5–7         |
| Перемога  | 21.  | 29 червня 1997   | Бостад, Швеція                    | Ґрунт      | Анніка Ліндстедт | Софія Фінер Лінда Янссон             | W/O              |
| Перемога  | 22.  | 21 липня 1997    | Вальядолід, Іспанія               | Тверде     | Софія Фінер      | Петра Рампре Дафне ван де Занде      | 6–4, 6–3         |
| Перемога  | 23.  | 2 листопада 1997 | Стокгольм, Швеція                 | Килим (i)  | Анніка Ліндстедт | Ольга Виметалкова Яна Мацурова       | 3–6, 7–5, 6–3    |
| Перемога  | 24.  | 22 червня 1998   | Бостад, Швеція                    | Ґрунт      | Єнні Ліндстрем   | Габріела Хмелінова Гелена Фремутова  | 7–6(1), 6–3      |